# Tchamboul
 (juin 2025).

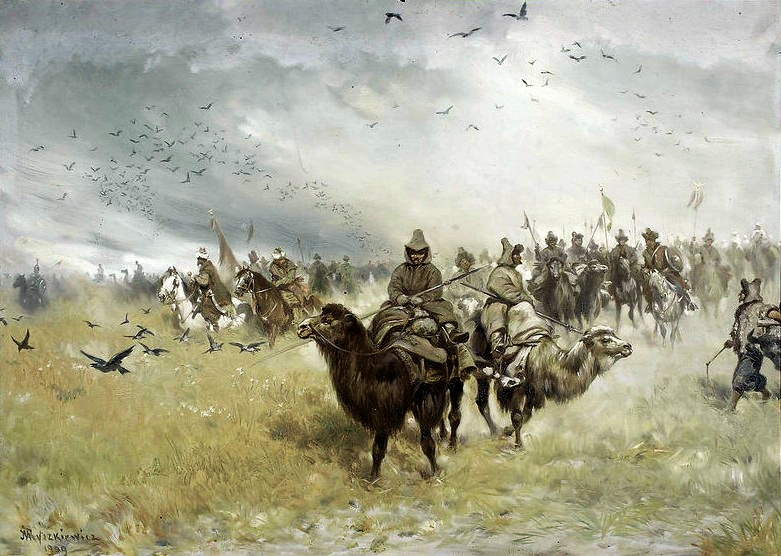
Un tchamboul tatar dans les steppes, vu par Józef Ryszkiewicz.

Le tchamboul (du turc çapul, qui signifie « un raid ») est une unité militaire tatare dont la tâche était – alors qu'elle était isolée des forces principales – de mener un raid en profondeur dans le territoire ennemi afin de désorganiser l'arrière et de détourner l'attention des actions des forces principales, ainsi que de saisir du butin, principalement des captifs.
Ce terme désigne principalement les troupes tatares des hordes tatares de Crimée et nogaïes qui menaient des actions guerrières contre les terres du sud-est de la République des Deux Nations entre le XVIe et XVIIe siècles.